# Hockey Bassano
El Hockey Bassano és un club esportiu d'hoquei patins de la ciutat italiana de Bassano del Grappa. Fins al 2011 era conegut com a Bassano Hockey 54. Algun dels seus esponsors més coneguts que condicionaren el club foren el Metalba-Infoplus.

## Història
A la temporada 2010-11, l'entrenador Massimo Giudice prengué les regnes del primer equip després d'haver-ho fet amb l'equip inferior. L'any 2011, el Bassano Hockey 54 es dissol i de les seves cendres neix el Hockey Bassano, amb la presidència de Daniele Merlo. Al maig de 2012 el club assumí l'organització de la Copa de la CERS, segona competició més important a nivell europeu. D'entre els quatre finalistes, el Bassano 54 vencé el CP Vilanova, mentre que l'HC Braga feu el mateix contra el PAS Alcoi. La competició acabà el 13 de maig amb la victòria del Bassano 54 sobre els portuguesos de l'HC Braga, superant-los per 5-3 a la tanda de penals.
A la temporada 2012-13 fitxaren els argentins Gastón De Oro i Fernando Montigel, mentre que l'italià Alberto Peripolli es transferí a l'Hockey Breganze. L'equip finalitzà la temporada regular en 4t lloc amb 55 punts, però, quedà eliminat en primera ronda dels play-offs després de perdre amb l'HC Forte dei Marmi. Punt delicat pels giallorossi fou el comiat a final de la temporada del defensa anglès James Taylor, que va tornar al seu país per motius familiars.
La permanència de De Oro i Montigel durà un any: els dos argentins no convenceren les expectatives i l'espai fou l'ocupà Álvaro Borja Giménez, un veterà del Forte dei Marmi que hi duia jugant quatre temporades, i el subcampió del món del CGC Viareggio, Emanuel García. L'equip es classificà en 5è lloc de la fase regular amb 45 punts. Després d'una temporada caracteritzada per un rendiment irregular, el club decidí de mutu acord posar fi a la relació amb Giudice, encomanant la gestió de l'equip durant els playoffs a l'entrenador de l'equip de segona Massimo Belligio, qui acabava per portar l'equip de la Sèrie B a la final a vuit de la categoria. El canvi beneficià al primer equip, acabant a les semifinals després d'eliminar el CGC Viareggio a quarts de final, aconseguint una victòria al PalaBarsacchi després de cinc anys sense fer-ho.
La corba d'ultres del Bassano 54 porta agermanada més de trenta anys amb la de l'Amatori Lodi, en una relació fortament sentida per ambdues parts. Mostra d'aquesta confraternalització especial es va poder veure durant la Copa italiana de 2011-2012, quan el xoc entre els dos equips es van convertir en una gran festa de l'esport.

## Palmarès
- 1 Campionat del Món de Clubs (2006)
- 2 Supercopa italiana (2006-07,[11] 2008-09)[12]
- 2 Lliga italiana Serie A1 (2003-04,[13] 2008-09)
- 2 Copes italianes (1980-81, 2003-04)
- 1 Copa de la CERS (2011-12)[14]